# Threshold (film)
Pour les articles homonymes, voir Threshold.
Pour plus de détails, voir Fiche technique et Distribution.
Threshold est un film canadien réalisé par Richard Pearce et sorti en 1981.

## Synopsis
Un chirurgien cardiaque se lance dans une opération risquée consistant à implanter un cœur artificiel.

## Fiche technique
- Titre français lors de la sortie vidéo : Impulsions
- Réalisation : Richard Pearce
- Scénario : James Salter
- Production :  Canada Permanent Trust Company, Paragon Motion Pictures
- Photographie : Michel Brault
- Musique : Micky Erbe, Maribeth Solomon
- Montage : Susan Martin, Bill Yahraus
- Durée : 97 min
- Dates de sortie: 
  - Canada : 19 septembre 1981
  - États-Unis : 21 janvier 1983 (New York)

## Distribution
- Donald Sutherland : Dr. Thomas Vrain
- Jeff Goldblum : Dr. Aldo Gehring
- Sharon Acker : Tilla Vrain
- Mare Winningham : Carol Severance
- John Marley : Edgar Fine
- Allan Nicholls : Dr. Basil Rents
- Michael Lerner

## Distinctions
- Le film a remporté 2 Prix Génie[1]:
  - meilleur acteur pour Donald Sutherland
  - meilleure photographie pour Michel Brault